# Deep Skull

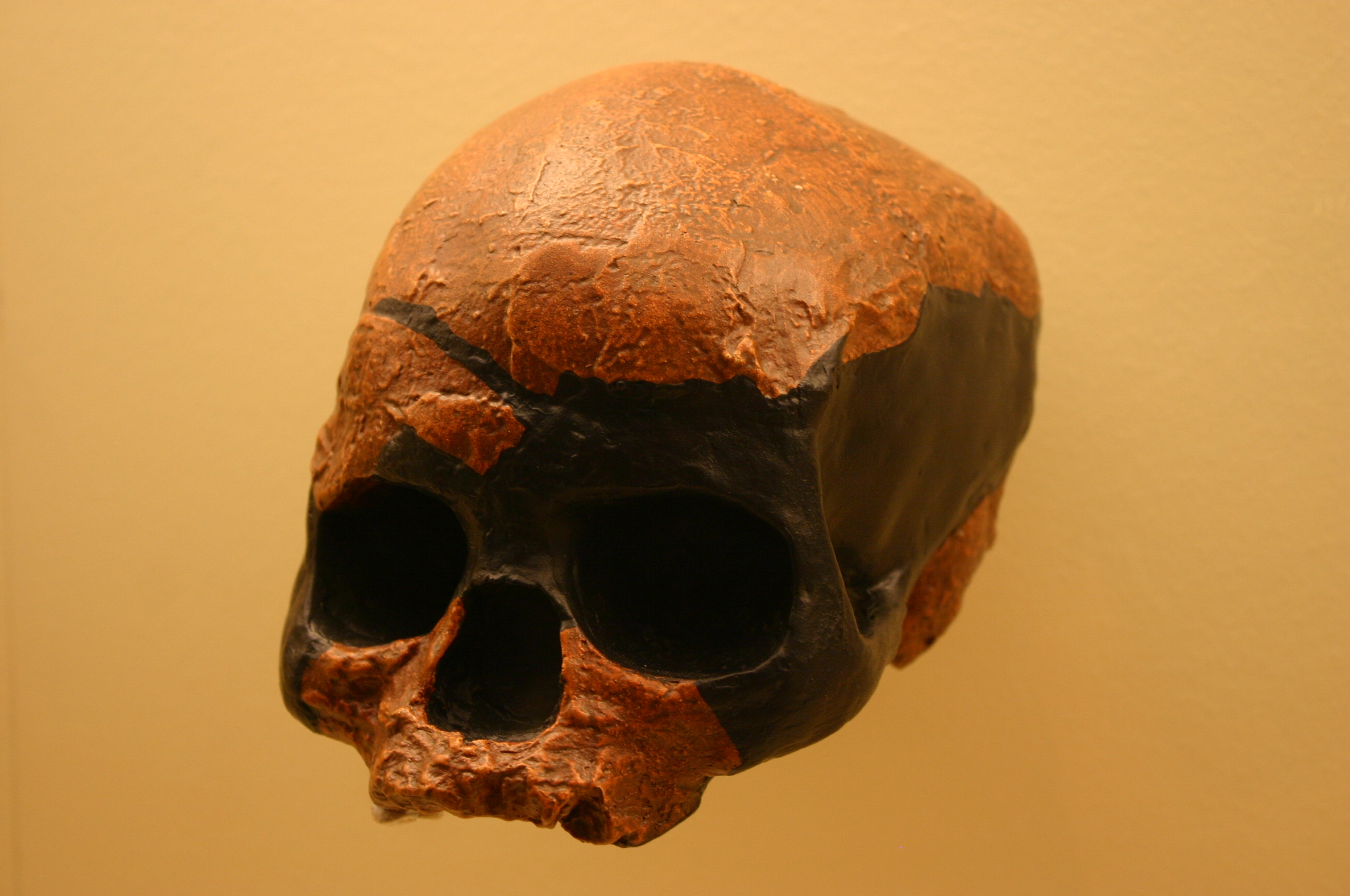
Smithsonian Natural History Museum: „Deep Skull“ (Nachbildung)

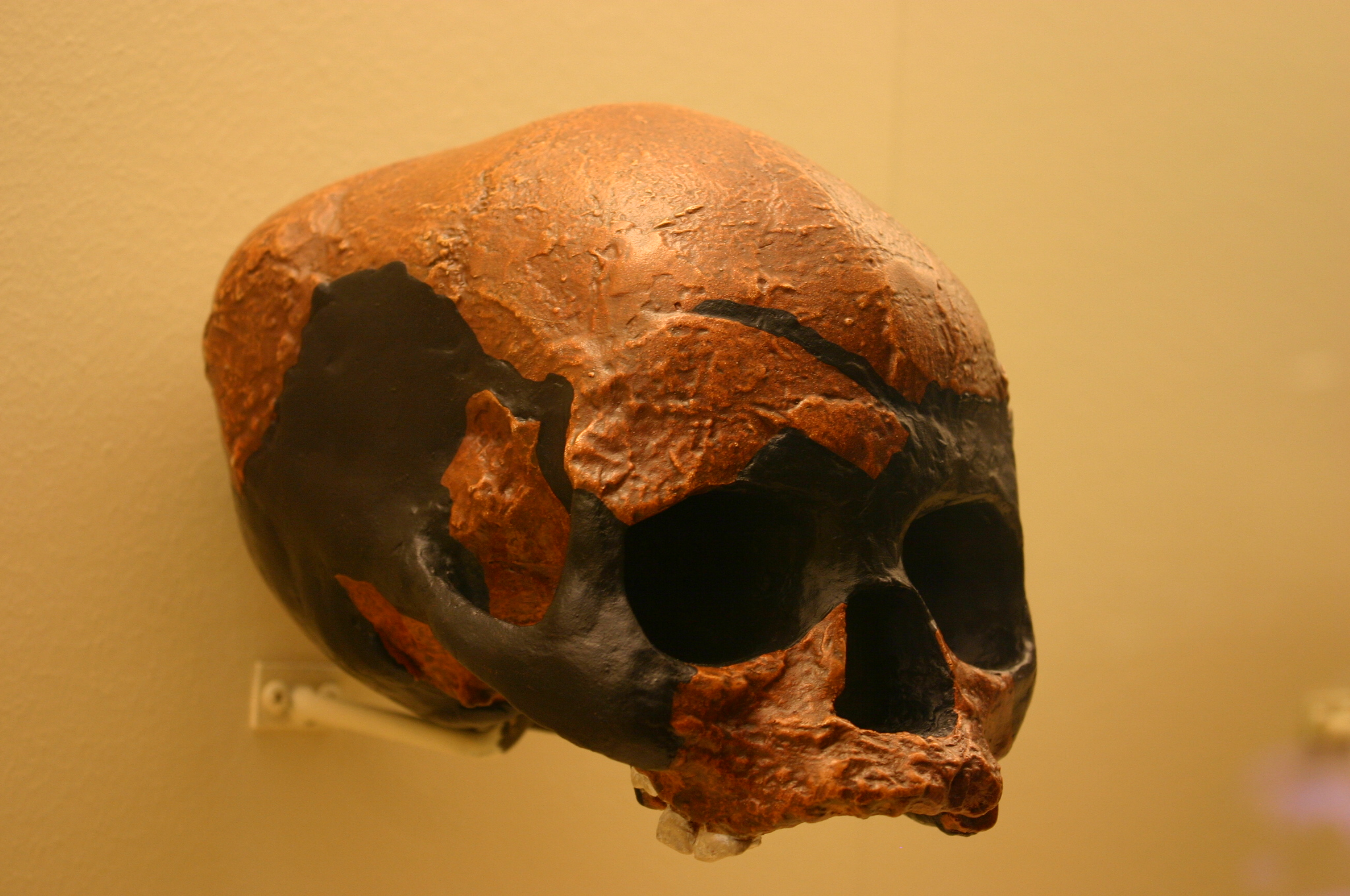
Smithsonian Natural History Museum: „Deep Skull“ (Nachbildung)

Deep Skull (engl.: tiefliegender, verborgener Schädel) ist die Bezeichnung für einen fossilen Schädel aus dem Jungpleistozän. Er wurde im Jahr 1958 während einer Testgrabung in der Nähe des westlichen Eingangs zur Großen Niah-Höhle auf der Insel Borneo (Bundesstaat Sarawak, Malaysia) entdeckt. Das Alter des Schädels wurde auf 45.000 bis 39.000 Jahre datiert; er gilt daher als ältester Beleg für die Anwesenheit des anatomisch modernen Menschen (Homo sapiens) auf den südostasiatischen Inseln.
In der gleichen Fundschicht wie der Schädel und in dessen Nähe wurden ferner zwei Knochen von unterhalb des Kopfes entdeckt, die möglicherweise dem gleichen Individuum zuzuschreiben sind. Ein zugehöriger Unterkiefer wurde bislang nicht entdeckt.

## Datierung
Die Fragmente des Schädels wurden 1958 in rund 2,75 Meter Tiefe unterhalb des damaligen Höhlenbodens entdeckt. In unmittelbarer Nähe der Fragmente lagen Holzkohlen-Reste, für die Professor Hessel de Vries von der Reichsuniversität Groningen in den 1950er-Jahren mit Hilfe der Radiokarbonmethode (14C-Datierung) ein Alter von 39.600 ± 1000 Jahre vor heute (BP) berechnete, was als wahrscheinliches Alter des Fossils ausgewiesen wurde. Diese Datierung blieb jedoch umstritten, da aus jüngeren Fundhorizonten Hinweise auf Erdbestattungen bekannt waren und nicht auszuschließen sei, dass der Schädel infolge einer Beisetzung in tiefere Erdschichten und so in die Nachbarschaft der fossilen Holzkohle geraten war. Für die Korrektheit der Radiokarbondatierung – das heißt des Nachweises von Holzkohle in einer rund 40.000 Jahre alten Schicht – sprach allerdings, dass bereits 1957 eine etwas jüngere Fundschicht auf ein Alter von 32.630 ± 700 Jahre datiert worden war.
Eine erste, als gesicherter geltende direkte Uran-Thorium-Datierung des Fossils ergab ein etwas geringeres Alter von 35.200 ± 2600 Jahren. Eine neuerliche Uran-Thorium-Datierung des Fossils und zugleich der benachbart entdeckten Holzkohle ergab schließlich (Stand: Ende 2017) ein Alter von rund 37.000 Jahren mit einer Spannweite von 45.000 bis 39.000 Jahren vor heute.
Im Jahr 2007 wurde zudem berichtet, dass der Fund zweifelsfrei nicht eingegraben, sondern vermutlich in eine Vertiefung des seinerzeitigen Höhlenbodens geschwemmt und dort unter weiteren eingeschwemmten Ablagerungen verdeckt wurde.

## Fundbeschreibung

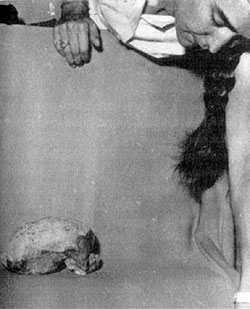
Barbara Harrisson blickt hinab zum Original des „Deep Skull“ (Dezember 1958)

Die Erforschung der Niah-Höhlen wurde 1954 von Tom Harrisson in Zusammenarbeit mit Barbara Harrisson begonnen. Der Schädel war in zahlreiche Einzelteile zerbrochen, große Bereiche der linken und der rechten Schädelseite waren nicht mehr auffindbar. Das größte, nach der Rekonstruktion vollständig erscheinende Fragment wurde beispielsweise aus 23 Bruchstücken zusammengefügt. Erhalten geblieben sind auch die beiden rechten großen Backenzähne M1 und M2 sowie mehrere Zahnfächer des rechten und linken Oberkiefers. Der rechte 3. große Backenzahn war nicht durchgebrochen.
Erstmals genauer beschrieben wurde der Schädel 1960 von Don Brothwell in der Hauszeitschrift des Sarawak Museums, dessen Kurator Tom Harrisson von 1947 bis 1966 war. Brothwell vermutete, der Schädel könne einem 15 bis 17 Jahre alten Heranwachsenden zugeschrieben werden. Ferner glaubte er, Merkmale zu erkennen, die auf eine phänotypische Nähe zu den Tasmaniern und – weiter gefasst – zu den Negritos verweisen. Daraus entwickelte sich eine Jahrzehnte andauernde, wissenschaftliche Debatte über die Bedeutung des Schädels für das Nachvollziehen der Siedlungsgeschichte anatomisch moderner Menschen in Südostasien.
In einer 2016 publizierten, ausführlichen neuen Beschreibung des Schädels kamen die Autoren zu dem Ergebnis, dass der Schädel einer erwachsenen Frau gehörte, die möglicherweise im Alter von 40 bis 50 Jahren verstarb. Argumente für diese Interpretation des Alters lieferten vor allem die deutlich sichtbaren Abnutzungen der großen Backenzähne, für das Geschlecht spricht den Autoren zufolge der grazile Knochenbau und die wenig ausgeprägten Ansätze der Muskulatur.
Am stärksten ähnelt der Schädel laut Studie den heute auf Borneo lebenden indigenen Dayak. Sollte diese Interpretation Bestand haben, würde dies für eine kontinuierliche Besiedelung der Insel über die vergangenen rund 40.000 Jahre sprechen.

## Belege
1. 1 2 3 4  Darren Curnoe, Ipoi Datan, Paul S. C. Taçon, Charles Leh Moi Ung und Mohammad S. Sauffi: Deep Skull from Niah Cave and the Pleistocene Peopling of Southeast Asia. In: Frontiers in Ecology and Evolution. Band 4, 2016, doi:10.3389/fevo.2016.00075.
2. 1 2  Tom Harrisson: The Great Cave of Niah: A Preliminary report on Bornean Prehistory. In: Man, Band 57, 1957, S. 161–166, Volltext (PDF).
3. ↑  Bernard Wood: Wiley-Blackwell Encyclopedia of Human Evolution. Wiley-Blackwell, New York 2011, S. 547, ISBN 978-1-4051-5510-6.
4. ↑  Graeme Barker et al.: The ‚human revolution‘ in lowland tropical Southeast Asia: the antiquity and behavior of anatomically modern humans at Niah Cave (Sarawak, Borneo). In: Journal of Human Evolution. Band 52, Nr. 3, 2007, S. 243–261, doi:10.1016/j.jhevol.2006.08.011.
5. ↑  Don Brothwell: Upper Pleistocene human skull from Niah Caves, Sarawak. In: Sarawak Museum Journal. Band 9 (n.s. 15–16), 1960, S. 323–349.
6. ↑  Ancient 'Deep Skull' from Borneo full of surprises. Auf: eurekalert.org vom 27. Juni 2016.